# Reggie Hayes
Reginald C. Hayes (né le 15 juillet 1969) est un acteur, scénariste et réalisateur américain. Il est principalement connu pour son rôle de William Dent dans la série Girlfriends, diffusée sur les chaînes UPN et CW.